# Campeonato Europeo de Natación en Piscina Corta de 2004
El XII Campeonato Europeo de Natación en Piscina Corta se celebró en Viena (Austria) entre el 9 y el 12 de diciembre de 2004. Fue organizado por la Liga Europea de Natación (LEN) y la Federación Austriaca de Natación. 
Las competiciones se realizaron en las instalaciones de la Wiener Stadthalle de la ciudad austriaca. Participaron un total de 36 países europeos.

## Resultados

### Masculino
| Evento                   | Oro                                                                                         | Plata                                                                                        | Bronce                                                                               |
| ------------------------ | ------------------------------------------------------------------------------------------- | -------------------------------------------------------------------------------------------- | ------------------------------------------------------------------------------------ |
| 50 m libre (09.12)       | Mark Foster Reino Unido 21,50 s                                                             | Mark Veens · Países Bajos · 21,72 s                                                          | Eduardo Lorente Ginesta · España · 21,75 s                                           |
| 100 m libre (11.12)      | Frédérick Bousquet Francia 47,52                                                            | Filippo Magnini · Italia · 47,66                                                             | Jens Schreiber · Alemania · 48,00                                                    |
| 200 m libre (12.12)      | Filippo Magnini · Italia · 1:44,57                                                          | Massimiliano Rosolino · Italia · 1:44,95                                                     | Paweł Korzeniowski · Polonia · 1:45,58                                               |
| 400 m libre (09.12)      | Massimiliano Rosolino · Italia · 3:39,66                                                    | Yuri Prilukov · Rusia · 3:40,65                                                              | Paweł Korzeniowski · Polonia · 3:41,36                                               |
| 1500 m libre (11.12)     | Yuri Prilukov · Rusia · 14.31,92                                                            | David Davies Reino Unido 14:32,56                                                            | Massimiliano Rosolino · Italia · 14:39,54                                            |
| 50 m espalda (10.12)     | Thomas Rupprath · Alemania · 23,27 RM                                                       | Viacheslav Shyrshov · Ucrania · 24,50                                                        | Helge Meeuw · Alemania · 24,52                                                       |
| 100 m espalda (12.12)    | Thomas Rupprath · Alemania · 50,73                                                          | Markus Rogan · Austria · 50,80                                                               | László Cseh · Hungría · 52,09                                                        |
| 200 m espalda (09.12)    | Markus Rogan · Austria · 1:51,24                                                            | Blaž Medvešek Eslovenia 1:52,39                                                              | Yevgueni Alioshin · Rusia · 1:53,71                                                  |
| 50 m braza (11.12)       | Oleg Lisogor · Ucrania · 26,92                                                              | Roman Sludnov · Rusia · 27,09                                                                | Emil Tahirovič Eslovenia 27,17                                                       |
| 100 m braza (10.12)      | Roman Sludnov · Rusia · 58,73                                                               | Oleg Lisogor · Ucrania · 58,81                                                               | Ihor Borysyk · Ucrania · 59,70                                                       |
| 200 m braza (12.12)      | Paolo Bossini · Italia · 2:07,29                                                            | Sławomir Kuczko · Polonia · 2:07,61                                                          | Grigori Falko · Rusia · 2:07,66                                                      |
| 50 m mariposa (12.12)    | Mark Foster Reino Unido 23,35                                                               | Jere Hård · Finlandia · 23,38                                                                | Oliver Wenzel · Alemania · 23,50                                                     |
| 100 m mariposa (10.12)   | Thomas Rupprath · Alemania · 50,67                                                          | Nikolai Skvortsov · Rusia · 50,92                                                            | Ioan Gherghel · Rumania · 52,26                                                      |
| 200 m mariposa (11.12)   | Nikolai Skvortsov · Rusia · 1:52,90                                                         | Paweł Korzeniowski · Polonia · 1.53,19                                                       | Ioan Gherghel · Rumania · 1:54,86                                                    |
| 100 m estilos (12.12)    | Peter Mankoč Eslovenia 53,05                                                                | Markus Rogan · Austria · 53,64                                                               | Oliver Wenzel · Alemania · 54,14                                                     |
| 200 m estilos (09.12)    | Markus Rogan · Austria · 1:55,15                                                            | László Cseh · Hungría · 1:55,36                                                              | Vytautas Janušaitis · Lituania · 1:57,45                                             |
| 400 m estilos (10.12)    | László Cseh · Hungría · 4:03,96                                                             | Luca Marin · Italia · 4:05,93                                                                | Igor Berezutski · Rusia · 4:08,91                                                    |
| 4 × 50 m libre (12.12)   | Francia David Maître Alain Bernard Romain Barnier Frédérick Bousquet 1:26,24                | Alemania · Benjamin Friedrich · Thomas Rupprath · Jens Schreiber · Carsten Dehmlow · 1:26,30 | Suecia · David Nordenlilja · Marcus Piehl · Erik Andersson · Petter Stymne · 1:26,98 |
| 4 × 50 m estilos (09.12) | Alemania · Benjamin Friedrich · Thomas Rupprath · Mark Warnecke · Carsten Dehmlow · 1:34,56 | Ucrania · Viacheslav Shyrshov · Oleg Lisogor · Serhi Breus · Olexandr Volynets · 1:34,94     | Finlandia · Tero Räty · Jarno Pihlava · Jere Hård · Matti Rajakylä · 1:35,89         |

- RM – Récord mundial.

### Femenino
| Evento                   | Oro                                                                                               | Plata                                                                                    | Bronce                                                                                             |
| ------------------------ | ------------------------------------------------------------------------------------------------- | ---------------------------------------------------------------------------------------- | -------------------------------------------------------------------------------------------------- |
| 50 m libre (12.12)       | Marleen Veldhuis · Países Bajos · 24,34 s                                                         | Anna-Karin Kammerling · Suecia · 24,57 s                                                 | Hinkelien Schreuder · Países Bajos · 24,64 s                                                       |
| 100 m libre (10.12)      | Malia Metella Francia 53,37                                                                       | Marleen Veldhuis · Países Bajos · 59,63                                                  | Josefin Lillhage · Suecia · 53,64                                                                  |
| 200 m libre (12.12)      | Josefin Lillhage · Suecia · 1:55,36                                                               | Melanie Marshall Reino Unido 1:56,36                                                     | Petra Dallmann · Alemania · 1:57,24                                                                |
| 400 m libre (11.12)      | Keri-Anne Payne Reino Unido 4:03,60                                                               | Daria Parshina · Rusia · 4:04,56                                                         | Erika Villaécija García · España · 4:06,05                                                         |
| 800 m libre (11.12)      | Flavia Rigamonti · Suiza · 8:17,39                                                                | Lotte Friis Dinamarca 8:22,38                                                            | Erika Villaécija García · España · 8:26,38                                                         |
| 50 m espalda (11.12)     | Antje Buschschulte · Alemania · 27,42                                                             | Kateryna Zubkova · Ucrania · 27,50                                                       | Ilona Hlaváčková · República Checa · 27,57                                                         |
| 100 m espalda (10.12)    | Kateryna Zubkova · Ucrania · 58,58                                                                | Antje Buschschulte · Alemania · 58,70                                                    | Louise Ørnstedt Dinamarca 58,76                                                                    |
| 200 m espalda (12.12)    | Louise Ørnstedt Dinamarca 2:06,33                                                                 | Sarah Price Reino Unido 2:07,24                                                          | Gemma Spofforth Reino Unido 2:07,64                                                                |
| 50 m braza (09.12)       | Sarah Poewe · Alemania · 31,09                                                                    | Yelena Bogomazova · Rusia · 31,46                                                        | Kate Haywood Reino Unido 31,52                                                                     |
| 100 m braza (12.12)      | Sarah Poewe · Alemania · 1:06,50                                                                  | Mirna Jukić · Austria · 1:07,05                                                          | Simone Weiler · Alemania · 1:07,70                                                                 |
| 200 m braza (10.12)      | Anne Poleska · Alemania · 2:21,79                                                                 | Mirna Jukić · Austria · 2:22,79                                                          | Sarah Poewe · Alemania · 2:24,33                                                                   |
| 50 m mariposa (10.12)    | Anna-Karin Kammerling · Suecia · 25,73                                                            | Martina Moravcová · Eslovaquia · 26,14                                                   | Fabienne Nadarajah · Austria · 26,27                                                               |
| 100 m mariposa (12.12)   | Martina Moravcová · Eslovaquia · 56,89                                                            | Mette Jacobsen Dinamarca 58,43                                                           | Malia Metella Francia 58,47                                                                        |
| 200 m mariposa (09.12)   | Martina Moravcová · Eslovaquia · 2:06,68                                                          | Mette Jacobsen Dinamarca 2:06,99                                                         | Caterina Giacchetti · Italia · 2:07,11                                                             |
| 100 m estilos (11.12)    | Aleksandra Urbańczyk · Polonia · 1:00,75                                                          | Lisa Chapman Reino Unido 1:00,88                                                         | Teresa Rohmann · Alemania · 1:01,18                                                                |
| 200 m estilos (09.12)    | Teresa Rohmann · Alemania · 2:09,40                                                               | Aleksandra Urbańczyk · Polonia · 2:10,64                                                 | Julie Hjorth-Hansen Dinamarca 2:13,03                                                              |
| 400 m estilos (12.12)    | Éva Risztov · Hungría · 4:32,26                                                                   | Teresa Rohmann · Alemania · 4:34,38                                                      | Katinka Hosszú · Hungría · 4:35,41                                                                 |
| 4 × 50 m libre (10.12)   | Países Bajos · Inge Dekker · Hinkelien Schreuder · Chantal Groot · Marleen Veldhuis · 1:37,97     | Alemania · Dorothea Brandt · Janine Pietsch · Daniela Gotz · Petra Dallmann · 1:38,52    | Suecia · Lina Petersson · Anna-Karin Kammerling · Josefin Lillhage · Claire Hedenskog · 1:38,76    |
| 4 × 50 m estilos (11.12) | Países Bajos · Inge Dekker · Hinkelien Schreuder · Moniek Nijhuis · Marleen Veldhuis · 1:48,21 RM | Alemania · Dorothea Brandt · Janine Pietsch · Sarah Poewe · Antje Buschschulte · 1:48,52 | Suecia · Emelie Kirkegaard · Anna-Karin Kammerling · Josefin Lillhage · Sanja Dizdarević · 1:50,05 |

- RM – Récord mundial.

## Medallero
| Núm. | País            | Oro | Plata | Bronce | Total |
| ---- | --------------- | --- | ----- | ------ | ----- |
| 1    | Alemania        | 9   | 5     | 8      | 22    |
| 2    | Rusia           | 3   | 5     | 3      | 11    |
| 3    | Reino Unido     | 3   | 4     | 2      | 9     |
| 4    | Italia          | 3   | 3     | 2      | 8     |
| 5    | Países Bajos    | 3   | 2     | 1      | 6     |
| 6    | Francia         | 3   | 0     | 1      | 4     |
| 7    | Austria         | 2   | 4     | 1      | 7     |
| 7    | Ucrania         | 2   | 4     | 1      | 7     |
| 9    | Eslovaquia      | 2   | 1     | 0      | 3     |
| 10   | Suecia          | 2   | 1     | 4      | 7     |
| 11   | Hungría         | 2   | 1     | 2      | 5     |
| 12   | Dinamarca       | 1   | 3     | 2      | 6     |
| 12   | Polonia         | 1   | 3     | 2      | 6     |
| 14   | Eslovenia       | 1   | 1     | 1      | 3     |
| 15   | Suiza           | 1   | 0     | 0      | 1     |
| 16   | Finlandia       | 0   | 1     | 1      | 2     |
| 17   | España          | 0   | 0     | 3      | 3     |
| 18   | Rumania         | 0   | 0     | 2      | 2     |
| 19   | Lituania        | 0   | 0     | 1      | 1     |
| 19   | República Checa | 0   | 0     | 1      | 1     |
|      | TOTAL           | 38  | 38    | 38     | 114   |